# Frank Van Erum
Frank Van Erum (Genk, 7 oktober 1977) is een Vlaamse acteur en komiek.

## Loopbaan
Van Erum studeerde aan het conservatorium van Gent. Hij werd bekend van de televisieserie Thuis, waarin hij Renzo Fierens speelt. In de VTM-reeks Verschoten & Zoon speelde hij een van de hoofdrollen, namelijk Kevin, het 'luie' inwonend neefje van garagehouder René.
In 2008 vertolkte hij de rol van Jens Nackaert in het laatste seizoen van de VTM-serie Wittekerke. Tevens was hij vanaf 2008 te zien in de politieserie Zone Stad als informant Ludo Schepers en in 2009-2010 in de VTM-soap Familie als Tino Hendrickx. In 2007 speelde hij ook een gastrol in Spoed als dokter Van Handenhove.
In Flikken, Hallelujah!, Recht op Recht, F.C. De Kampioenen (hippie), Samson en Gert, W817 (Michiel), Witse (allemaal VRT) en Vermist (VT4) speelde hij gastrollen. Zijn eerste grote rol was die van Ben Vorlat in de serie Stille Waters.
Hij is ook te zien geweest in het theater. Zo speelde hij in 2003 de rol van Meneer Bosmuis in de musical De 3 Biggetjes van Studio 100. In 2007 speelde hij diezelfde rol weer toen de musical werd hernomen. Ook was hij de understudy van wolf Willy (Jan Schepens).
In 2011 bracht hij de muzikale cabaretvoorstelling TRIP, rond drugs. Hiermee stond hij in de Vlaamse theaters.
Met Han Coucke vormt hij samen het cabaretgezelschap Gino Sancti, waarmee hij al verscheidene humorprijzen won.
In 2014 maakte hij, na acht jaar afwezigheid, zijn comeback in de serie Thuis, waarin hij opnieuw Renzo Fierens vertolkte. Tot zijn ongenoegen werd zijn rol in 2018 geschrapt.
In 2016 vormt hij een komisch duo met Janine Bischops tijdens haar theatertournee "Het Laatste Woord" in een regie van Peter Perceval.
Bij de lokale verkiezingen van 2018 was hij kandidaat voor Open Vld in Hamme. Hij zetelt sindsdien in de gemeenteraad en was ook een tijdlang fractievoorzitter. In 2023 verliet hij de lokale Open Vld-fractie en zetelt sindsdien als onafhankelijke. Hij bleef wel lid van Open Vld op Vlaams niveau. Daarnaast studeerde hij af als gangmaker, het nationaal talentenprogramma van Open VLD.
In 2019 bracht hij samen met Peter Seghers onder de naam S[E]RUM het lied Vandoor uit.
In 2021 werd hij presentator van het programma Zeg dat het niet waar is op MENT TV. Daarin vertellen twee bekende mensen een verhaal waarvan Van Erum en de andere bekende persoon moeten raden of het echt gebeurd is of niet.

### In reclame
In 2013 speelde hij een reclamespot van Pizza Hut de familievader die, wanneer een familiefeestje compleet de mist in gaat, met iedereen naar de fastfoodtent verkast.

## Persoonlijk
Van Erum is getrouwd en heeft vier dochters.